# Son-Rise: A Miracle of Love
Son-Rise: A Miracle of Love är en amerikansk dramadokumentär av National Broadcasting Company från 1979.
Filmen regisserades av Glenn Jordan och filmmanuset skrevs av Stephen Kandel, Samahria Lyte Kaufman och Barry Neil Kaufman. Enligt hans föräldrar, är detta den sanna berättelsen om Raun Kaufman, som fick diagnosen svår autism och grav utvecklingsstörning (IQ under 30).
Rauns föräldrar, Bears och Suzi Kaufman, vägrade att lyssna på personer som berättade för dem att det var ett livslångt och hopplöst tillstånd. I stället skapade Bears och Suzi en terapeutisk lekmetod, som numera är känd som Son-Rise.
Enligt hans föräldrar, återhämtade Raun sig helt från sin autism, med en IQ som sträcker sig nära ett genis.

## Handling
Raun föddes "som alla mirakel, perfekt" till Bears och Suzi Kaufman.
Så småningom lade hans föräldrar märke till att Raun bara kunde se vissa saker och bara höra ibland.
Han hade också förlorat ett par ord som han hade lärt sig. Raun hade 12 av 13 symptom på autism.
Sjukvårdspersonalen var pessimistisk angående Rauns tillstånd.
Familjen Kaufman bestämde sig för att börja arbeta med Raun, trots att han ännu inte hade fyllt två.
När Raun viftade med händerna och snurrade tallrikar, gjorde Suzy och Bears likadant - de förenade sig med Raun.
Det påstås att efter att Suzi hade snurrat tallrikar med Raun i elva dagar, tittade Raun direkt på henne för första gången.
Andra former av kontakt som Raun gjorde var att gråta när han var törstig efter juice.
Suzi Kaufman arbetade med Raun totalt 70 till 80 timmar i veckan. Bears sålde sin reklambyrå för att få mer tid att arbeta med Raun. Familjen Kaufmans arbete lyckades. I slutet av filmen, är Raun sex år gammal och är känd som "en glad, aktiv, intelligent och kärleksfull normal pojke".